# La fille de Madame Angot
La fille de Madame Angot è un'Opéra-comique in 3 atti di Charles Lecocq con il libretto di Louis François Clairville, Paul Siraudin e Victor Koning.

## Rappresentazioni
La Fille de Madame Angot ha la prima assoluta con successo il 4 dicembre 1872 al Théâtre des Fantaisies-Parisiennes di Bruxelles.
Dal 21 febbraio 1873 ha la prima con successo al Théâtre des Folies-Dramatiques di Parigi raggiungendo 411 recite, il 1º maggio dello stesso anno al Teatro di Torino, nel Regno Unito il 17 maggio successivo ha la première nel St James's Theatre di Londra e portata con successo come The Daughter of Madame Angot nella versione di Brougham Farnie al Gaiety Theatre (Londra) con Emily Soldene, il 25 agosto dello stesso anno al Broadway theatre di New York, il 20 novembre 1873 al Deutsches Theater di Berlino, il 2 gennaio 1874 al Carltheater di Vienna, il 22 giugno successivo ad Edimburgo, In Australia il 24 settembre a Melbourne, il 6 settembre 1875 al Teatro Coppola di Catania come La figlia di Madame Angot, sempre nel 1875 all'Opera Comique con Pauline Rita, l'8 maggio 1880 al Theatre Royal di Dundee nella traduzione di Henry James Byron per la Soldene English and Comic Opera Company, il 1º dicembre successivo a Sydney, il 10 febbraio 1888 con successo all'Éden-Théâtre di Parigi, il 29 maggio 1897 al Teatro Amazonas di Manaus, il successivo 20 ottobre al Teatro Costanzi di Roma, il 14 dicembre 1909 ha la première al New Theatre di Manhattan per il Metropolitan Opera con Frances Alda ed Antonio Pini-Corsi, al Teatro Reinach di Parma ha la prima il 9 maggio 1874 e come La figlia di madama Angot il 12 maggio 1897 (31 recite fino al 1917) ed il 28 dicembre 1918 diretta da Reynaldo Hahn al Théâtre national de l'Opéra-Comique di Parigi, nel 1937 al Grand Théâtre de Monte Carlo, nel 1953 al Teatro Vittorio Alfieri (Torino) e nel 1958 al Grand Théâtre di Ginevra.